# Chiesa vecchia di San Marziano (Carasco)
La chiesa antica di San Marziano è stato un luogo di culto cattolico situato nel comune di Carasco, in via Piani, nella città metropolitana di Genova. La chiesa, i cui resti sono inglobati nelle fondamenta di un recuperato fabbricato rurale del XVIII secolo, fu la primitiva sede della parrocchia omonima.

## Storia e descrizione

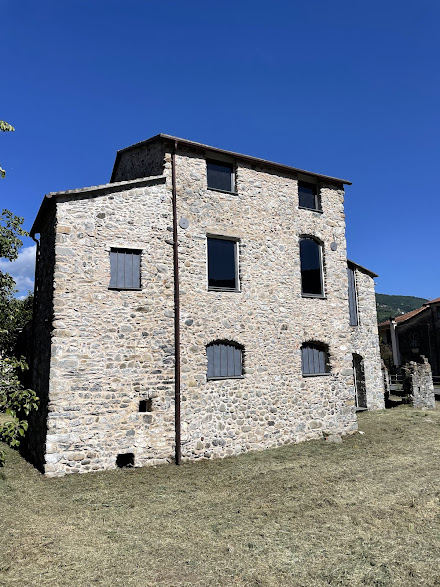
Altro prospetto dell'ex fabbricato rurale

Secondo le fonti storiche la primitiva chiesa di San Marziano (o di San Marciano) sarebbe risalente al XII secolo, in quanto menzionata per la prima volta in un documento del 1187 dove il vescovo di Savona, Ambrogio del Carretto, e l'abate Nicolò della badia di Tiglieto sentenziarono in una lite riguardante "ecclesiam sancti Marciani de Calasco ex alia".
L'edificio religioso caraschese è menzionato ancora in atti del 1273 ("monasterium de Calasco") e nei resoconti delle visite pastorali di monsignor Francesco Bossi nel XVI secolo, del reverendo Giovanni Caviglia e di padre Agostino Assarotti nella seconda metà del Seicento. Furono proprio i quest'ultimi resoconti che daranno informazioni sullo stato dell'edificio dopo i fenomeni eventi alluvionali che interessarono Carasco nel 1626 e ancora nel 1664; l'antico luogo di culto medievale, vistosamente danneggiato dalle piene dei torrenti Sturla e Lavagna, fu quindi abbandonato in favore della nuova chiesa parrocchiale di inizio Settecento ubicata in posizione più elevata e a ridosso dell'odierno nucleo urbano del comune.  
Da un punto architettonico e soprattutto storico, solamente negli anni ottanta del Novecento furono definitivamente individuati i resti dell'antica chiesa alto medievale di San Marziano inglobati nei ruderi di un fabbricato rurale che venne edificato nel corso del XVIII secolo. Oggetto successivamente di studi archeologici da parte della Soprintendenza, i primi rilievi hanno interessato, per motivi statici di sicurezza, solamente la parte esterna dell'edificio e in quella che era la zona absidale e probabilmente l'antica canonica citata nei documenti del Seicento.
Ulteriori e successivi studi da parte dell'ente hanno altresì interessato tutta l'area del sito portando ad una maggiore conoscenza dei fatti storici e soprattutto degli eventi alluvionali seicenteschi che, di fatto, mutarono l'originaria piana di Carasco e del nucleo urbano raccolto intorno alla chiesa medievale. Altri rilievi e scavi effettuati in epoca più recente da parte della Soprintendenza e dall'Università di Genova, concentrati all'interno del settecentesco fabbricato rurale, hanno permesso il ritrovamento degli elementi architettonici dell'antica e sepolta chiesa (zona dell'abside e parte della navata) quali le pavimentazioni: ad una quota di 4,5 metri sotto il piano di campagna attuale sono emerse le tracce dell'originale e alto medievale pavimento in ardesia. Sono state rinvenute, inoltre, tracce di antiche murature perimetrali.
Di proprietà privata, il sito è stato negli anni venti del Duemila oggetto di interventi di restauro e di conservazione.